# Medal of Honor : Espionnage
Medal of Honor : Espionnage (Medal of Honor: Infiltrator) est un jeu vidéo de tir à la troisième personne développé par Netherock Ltd., et édité par Electronic Arts, sorti en 2003 sur Game Boy Advance.

## Accueil
- Jeuxvideo.com : 15/20[1]